# Владимир Пребег
Владимир Пребег (Брод на Сави, 4. март 1862 — Загреб, 17. фебруар 1944) био је хрватски политичар и адвокат.

## Биографија
Владимир Пребег рођен је 4. марта 1862. године у Броду на Сави у тадашњој Аустријском царству.
Право је студирао на факултетима у Загребу и Бечу, а докторирао је у Загребу 1886. године. Био је јавни биљежник и адвокат од 1889. године у Ђакову. Чистој странци права приступио је 1908. године. Од 1910. године био је заступник у Хрватском сабору, а од 1919. године предсједник Хрватске странке права.
Протестно писмо против Привременог народног представништва Краљевства Срба, Хрвата и Словенаца Пребег је потписао заједно са Јосипом Пазманом 1919, због чега је осуђен и затворен 1920. године. Био је члан загребачког Градског заступства од 1920. до 1930. године. Учествовао је у раду Хрватског државног сабора 1942. године.
Објавио је неколико књига дјечијих пјесама.